# Кадапа
Кадапа је град у Индији у држави Андра Прадеш. Према незваничним резултатима пописа 2011. у граду је живело 341.823 становника.

## Становништво
Према незваничним резултатима пописа, у граду је 2011. живело 341.823 становника.
| 1991.   | 2001.   | 2011.   |
| ------- | ------- | ------- |
| 121.463 | 126.505 | 341.823 |